# Judd Vinet
Pour les articles homonymes, voir Vinet.
 (avril 2024).
Judd Vinet (né en 1980 en Colombie-Britannique, Canada) est un développeur open-source qui vit actuellement à Victoria en Colombie-Britannique. Vinet a obtenu un diplôme d'informatique de l'Université de Victoria.
Il est le créateur de la distribution Linux Arch Linux ainsi que d'autres projets open-source de plus petite taille.  Selon une interview donnée à DistroWatch, ce projet serait né du caractère primitif des mises à jour de sa distribution Linux favorite à l'époque, CRUX, faites de simples tarballs. Vinet décrit l'utilitaire pacman à ses débuts comme un simple gestionnaire de dépendances entre fichiers tarballs. Il a développé pacman spécialement pour Arch Linux. En 2007, il confie le projet à Levente Polyak, par manque de temps. En dehors de l'informatique, il fait du cyclisme, de la natation, du camping et de la guitare. Judd Vinet est Franco-Canadien.